# Särskilda gänginsatsen
Särskilda gänginsatsen (SGI) var en avdelning (sektion) inom Södertörns polismästardistrikt vid  Polismyndigheten i Stockholms län men flera myndigheter har/har haft denna typ av avdelning, bland annat Södermanlands län. Från början gick sektionen under benämningen Fittjakommissionen och tillsattes efter en nationell utredning av Rikspolisstyrelsen, som visade att situationen var alarmerande i Norra Botkyka. Kommissionen ombildades efter två år till Särskilda gänginsatsen som efter ett par år bytte namn till Sektionen mot gängkriminalitet. Från början hade SGI ansvarsområde för  Botkyrka kommun, särskilt områdena  Fittja, Alby, Hallunda och Norsborg. Senare utökades ansvarsområde till att gälla hela Södertörn. 
Bakgrunden var den ökande gängbildningen i vissa socialt belastade områden. Detta hade skapat otrygghet bland de boende samt svårighet att rekrytera poliser. För att vända utvecklingen skapades Fittjakommissionen hösten 1999 under ledning av Gunnar Appelgren. SGI togs sedan över av Fredrik Gårdare som vidareutvecklade verksamheten, bland annat med hjälp av gängexperten Amir Rostami och polisen Lars Gustafsson.
SGI lade grunden för arbetsmetoden "offensiv kriminalpolisiär taktik" som sedan  blev "konfrontativ kriminalpolisiär taktik" som bland annat NOVA (se nedan) utgick ifrån. 
Den mest kontroversiella aspekten med SGI är att den är inriktad mot socialt utsatta ungdomar i invandrartäta områden. Kritiker hävdar att grundorsakerna till brottsligheten borde få större uppmärksamhet. Andra hävdar att organiserade kriminella gäng i sig själva skapar stora problem och därför måste bekämpas samt att detta inte uteslutar att även integrationsfrågor ges uppmärksamhet.
Ibland har SGI förknippats med Ravekommissionen som var en tidigare existerande ungdomsrotel. 
En enhet som liknar denna är aktionsgrupp NOVA som arbetar med liknande arbetsuppgifter men i hela Stockholms län. En särskild lista, NOVA-listan, är framtagen för hela polismyndigheten i Stockholm och Särskilda gänginsatsen arbetar bland annat mot targetpersoner på denna.